# 片岡かずさ
片岡 かずさ（かたおか かずさ、1996年3月3日 - ）は、日本のタレント、モデル、レースクイーン。
名古屋のアイドルユニット『dela』の元メンバー（1期生）である。岐阜県出身。
アイドルユニットFUSIONのメンバー。

## 略歴
2012年、名古屋のアイドルユニット『dela』の公開オーディションに参加。ファン投票により同ユニットの1期生としてデビュー。2012年と2013年の鈴鹿8時間耐久ロードレースでは、DOGFISH AUTECH SUZUKAのレースクイーンを務めた。
2015年、当時Sweet Surrenderのメンバーだった南梓と共に、SUPER GT『ADVAN WTCC GAL』を務める。以後2016年と2017年のSUPER GTでもADVAN GALとしてスポット参加している。2015年の日本レースクイーン大賞では、新人グランプリのファイナリスト10名に入ったが、受賞はならなかった。
2016年12月から7人組ガールズユニット『GIRL'S HORIZON』（ガールズホライズン）にも参加していたが、2017年10月1日をもって卒業。
2017年11月7日、自身のツイッターでdelaを同年12月29日付で卒業することを発表。同年12月29日、名古屋・DIAMOND HALLで行われた「dela 13th LIVE “dela glacias”」を最後にdelaを巣立った。
2022年末、FUSION解散。

## 人物
- 本名は大山 和紗（おおやま かずさ）[1]。
- 身長は173cm。delaメンバーで最も身長が高く[2]、キャッチコピーは「delaのナナちゃん人形」[12]。グループ内での担当カラーは黄色である[13]。
- 特技は空手。10歳の時地元の大会で3位に入り、全国大会にも出場したことがある[14]。
- 姉が1人いる[15]。

## 活動

### レースクイーン歴
- 2012年 - 2013年：鈴鹿8時間耐久ロードレース「DOGFISH AUTECH SUZUKA レースクイーン」[4][5]
- 2014年：スーパー耐久「ingsスーパーレースクイーン」（第5戦・鈴鹿サーキットのみ参加[16]）
- 2015年・2016年・2017年：SUPER GT「ADVAN WTCC GAL」

### イベント出演
- 東京オートサロン2017「NISSAN nismoブース」ADVAN GALとして

### 雑誌
- 週刊ヤングジャンプ「サキドルエースSURVIVAL」
  - 2014年：Season2出場（グランプリ獲得ならず）
  - 2015年：Season3 〜ROUND2 夢のタッグマッチ〜（早見紗英と共演）[17]